# Abigail Thorn
Abigail Thorn é uma YouTuber e atriz britânica (nascida em 24 de abril de 1993), mais conhecida por produzir o canal do YouTube Philosophy Tube.
O canal Philosophy Tube começou em 2013, quando Thorn procurou oferecer aulas gratuitas de filosofia após o aumento de 2012 nas mensalidades britânicas. Em 2018, seus vídeos se tornaram mais teatrais, começando a incorporar cenários dramáticos de estúdio, iluminação, figurino e maquiagem. O canal foi recebido positivamente pela crítica e tem mais de um milhão de inscritos.
Em 2019, Thorn organizou uma transmissão ao vivo na Twitch na qual ela leu peças das obras completas de Shakespeare para a instituição de caridade de saúde mental Samaritans. A transmissão durou cinco dias, contou com vários convidados e arrecadou mais de 100 mil libras.
Thorn se assumiu publicamente como uma mulher transgênero em janeiro de 2021, com o vídeo Identity: A Trans Coming Out Story.

## Vida pessoal
Thorn é de Newcastle upon Tynebe e tem dois irmãos mais velhos. Ela frequentou a Royal Grammar School, onde foi membro de um grupo de cadetes do exército. Thorn credita sua descoberta da filosofia ao seu professor, além de ter cursado o assunto como um curso de nível A. Mais tarde, ela estudou Filosofia e Teologia na Universidade de St. Andrews, onde também participou da Mermaids e da St. Andrews Revue. Thorn se formou com um Master of Arts escocês em Filosofia em 2015, chegando ao topo de seu ano. Ela então treinou na East 15 Acting School, completando um Master of Arts concedido pela Universidade de Essex em 2017 antes de se mudar para Londres.
Em outubro de 2019, Thorn discutiu sua sexualidade em seu vídeo do YouTube Queer✨, onde ela se assumiu bissexual. Em 30 de janeiro de 2021, Thorn se assumiu como uma mulher trans. Ela fez discursos em protestos a favor da saúde transgênero e defendeu a libertação dos transgêneros. Thorn se assumiu como lésbica, em fevereiro de 2022.

## Carreira

### Youtube
Thorn iniciou seu canal no YouTube, Philosophy Tube, como um canal educacional em 2013, em resposta à triplicação das mensalidades universitárias no Reino Unido em 2012, tornando o ensino superior menos acessível. Thorn fez sua declaração de missão para "[dar] um diploma de filosofia de graça". Thorn originalmente planejava gravar suas palestras e carregá-las, em vez de aparecer em vídeos, mas sua universidade não permitiria isso. Seu primeiro vídeo intitulado "Penso, logo existo" sobre René Descartes foi carregado em maio de 2013. Seu primeiro inscrito cancelou a inscrição em protesto quando ela expressou opiniões feministas pela primeira vez. Antes da transição, Thorn apresentou o canal sob o nome de Oliver Thorn e era comumente conhecido como Olly.
Thorn ganha dinheiro com a receita de anúncios do YouTube e com o crowdfunding no Patreon. O estilo do canal progrediu ao longo dos anos de um estilo direto de falar para a câmera sobre as obras de filósofos como René Descartes e Immanuel Kant , para produções mais teatrais. Em 2016, Thorn participou do YouTube NextUp, um programa de treinamento de uma semana para YouTubers com menos de 100000 inscritos.
Após a participação na conferência VidCon de 2018, Thorn decidiu mudar sua criação de conteúdo, passando a filmar em estúdio com figurino e maquiagem. Ela também usou adereços como cobras e cavalos. Kayleigh Donaldson, da Pajiba , descreveu os trabalhos de Thorn em 2019 como "peças de pensamento de formato longo" com "design de produção detalhado" que usam aspectos da comédia de esboços. Emily St. James do Vox resumiu que o canal cobre tanto tópicos filosóficos quanto "ideias sociopolíticas da era atual de um ponto de vista esquerdista". Por exemplo, um vídeo sobre o ex-assessor de Trump e co-fundador do Breitbart News Steve Bannon apresenta Thorn realizando um cover de uma música do Hadestown, com letras sobre Bannon. St. James elogiou que Thorn "enfraqueceu toda a coisa de Bannon". Em 2021, Thorn atingiu um milhão de assinantes.
Em julho de 2019, Thorn discutiu seu canal no programa de rádio da BBC World Business Report. Em janeiro de 2020, Dmitry Kuznetsov e Milan Ismangil, escrevendo para o tripleC , relataram que o canal é o foco de uma comunidade de fãs da internet centrada em YouTubers de esquerda categorizados como "BreadTube". Os autores observam o crowdfunding de fãs, o valor da produção, as críticas à alt-right, o uso de citações e vídeos sobre tópicos amplos como atributos comuns do BreadTube que são empregados pelo canal Philosophy Tube. Como estudo de caso, Climate Grief, de Thorn, discute as mudanças climáticas através de múltiplas personas, citando o conceito de hiperobjetos de Timothy Morton e Why Marx Was Right, de Terry Eagleton . No vídeo, Thorn critica alguns argumentos de direita e esquerda e destaca a filosofia indígena.
O vídeo de 2018 de Thorn, Suic!de and Ment@l He@lth, examina as atitudes da sociedade em relação à saúde mental, juntamente com suas experiências pessoais: ela tem um histórico de automutilação e tentou suicídio duas vezes em sua vida. Ela disse em meados de 2019 que ainda recebia pelo menos um e-mail por dia de uma pessoa que disse que o vídeo salvou sua vida. Men. Abuse. Trauma é sobre homens e saúde mental, com referência às suas experiências pessoais. O vídeo tem 35 minutos de duração, com o roteiro inteiramente memorizado por Thorn. Não há cortes ou edição, e uma única mudança de figurino é facilitada por uma câmera lenta em toda a sala; Thorn usou a segunda de duas tomadas. Tanto o roteiro quanto o estilo do vídeo fazem referência à peça Sem Saída de 1944 de Jean-Paul Sartre. Emily St. James da Vox elogiou que a "tensão e vulnerabilidade que se constrói" é mantida pela falta de edição, e opinou que no vídeo, "a forma estética é inseparável do conteúdo".
Em uma entrevista de 2021 ao Insider, Thorn disse que tinha uma ideia em mente para o episódio final do canal, dizendo que achava que o canal havia sido bem-sucedido devido ao número de inscritos, um convite para ser um criador de destaque na VidCon 2021 e outros Canais do YouTube que foram inspirados por ela. Ela disse que o momento do final do canal dependeria de futuros papéis de atuação.

### Coming Out As Trans and Identity
Em 30 de janeiro de 2021, Thorn se assumiu como uma mulher trans por meio de uma declaração pública, postada nas redes sociais e gravada como o vídeo Coming Out As Trans – A Little Public Statement. Harron Walker, do Jezebel, descreveu-o como um "apelo feminista e anticapitalista em apoio à igualdade legal, autonomia física e libertação mais ampla das pessoas trans no Reino Unido e além". A declaração discutiu questões de acesso à saúde, o medo de jornalistas sobre pessoas transgêneros e a falta de representantes transgêneros eleitos. Ela também diz que outras questões da sociedade, como a falta de moradia, afetam desproporcionalmente a comunidade trans. "Abigail" foi uma tendência no Twitter após o anúncio.
Thorn também lançou o vídeo Identity: A Trans Coming Out Story, que se baseou no trabalho da escritora americana Audre Lorde e viu Rhys Tees atuando no papel do antigo eu de Thorn. Thorn disse ao Daily Xtra que estudar obras de filósofos trans a ajudou a obter informações sobre sua identidade, mas que ela sentiu uma pressão social significativa como uma figura pública transgênero. Antes do anúncio, ela havia se assumido para amigos e familiares, mas teve dificuldades em evitar ser exposta publicamente no dia-a-dia e em acessar espaços trans anonimamente. Ela escolheu atuar como homem em alguns de seus vídeos apesar de ter percebido que era transgênero, e decidiu manter seus vídeos pré-transição públicos por causa de seu conteúdo educacional e valor artístico, e como ela não achava que ser transgênero deveria ser uma fonte de vergonha.
Em uma entrevista de 2021 com Ben Hunte para a BBC, Thorn descreveu a ansiedade em divulgar sua transição, mas sentiu que não poderia mantê-la privada por muito mais tempo. Thorn disse ao Insider que antes de sua transição, quando os fãs do sexo masculino se referiam a ela como um modelo positivo de masculinidade, "sempre parecia que eles estavam falando de outra pessoa". Ela descreveu: "Eu tentei fazer a coisa do homem do século XXI... empoderado, mas também compassivo e divertido e charmoso e sexy e todo o resto ... e tudo isso me deixou meio miserável. Mas eu entendo porque alguns do meu público se sentiram assim". Quando ela se assumiu, ela sentiu a pressão externa para "realizar um certo modelo de feminilidade", como uma "mulher branca, elegante, eloquente, charmosa, não ameaçadora", dizendo que "é mais ou menos isso que se espera que as mulheres britânicas sejam".

### Transmissão ao vivo de caridade
Em 2019, Thorn pretendia ler as obras completas de Shakespeare para arrecadar dinheiro para os Samaritans, uma instituição de caridade do Reino Unido que ajuda pessoas em sofrimento emocional. Thorn escolheu a instituição de caridade porque ela disse que sua linha direta de telefone "salvou [sua] vida quando [ela] estava pensando em suicídio". Ela escolheu Shakespeare com base na ideia de que "Shakespeare apresenta todas as emoções humanas", que ela atribuiu a Judi Dench. A transmissão foi inspirada em uma transmissão de videogame de janeiro de 2019 de Hbomberguy, que arrecadou 278 mil libras para a instituição de caridade britânica para transgêneros Mermaids. Foi anunciado no final de seu vídeo no YouTube Men. Abuse. Trauma. que foi lançado no final de julho de 2019.
O streaming na Twitch por Thorn começou na sexta-feira, 23 de agosto e terminou na terça-feira, 27 de agosto, transmitindo continuamente com apenas algumas horas por dia para dormir. Muitas personalidades da internet se juntaram a Thorn para dar voz a papéis nas peças, como Mara Wilson como Lady Macbeth. e Dominique "SonicFox" McLean como Troilus e Hector de Cressida. Thorn inicialmente esperava arrecadar entre 2 mil e 5 mil dólares, mas disse no Twitter que o fluxo havia arrecadado £109.447,54 após as taxas de conversão de moeda do PayPal. Mais de 175.000 pessoas assistiram à transmissão. A Royal Shakespeare Company elogiou Thorn pelo esforço, assim como o Samaritans.

### Atuação
Na segunda série de Ladhood, lançada no BBC iPlayer em 15 de agosto de 2021, Thorn desempenhou o papel de convidada atuando como Iona, aparecendo nos episódios "Indie" e "The Big Day".
Em maio de 2021, foi anunciado que Thorn estava filmando para uma próxima série de televisão de 10 episódios, Django, um remake do filme ocidental de 1966 com o mesmo nome.

### Outras atividades
Em fevereiro de 2021, Thorn se juntou a Alice Caldwell-Kelly e Devon na apresentação do podcast Kill James Bond!. Lançado quinzenalmente, cada episódio mostra os anfitriões revendo um dos filmes de James Bond.  O podcast assume um ângulo crítico, tentando nas palavras de seus criadores "dar a 007 o futuro socialista e feminista que ele tanto merece". O podcast alcançou a posição #1 na lista do Chartable "podcasts de crítica de filmes mais populares no Reino Unido". Thorn disse que ela se envolveu depois que Caldwell-Kelly sugeriu o podcast no Twitter - ela estava familiarizada com os filmes de Bond desde sua infância e acreditava que eles são falhos "de maneiras interessantes que dizem interessantes coisas sobre a Grã-Bretanha". Ela via Bond como um símbolo de um "tipo britânico de masculinidade militar" e comentou que tanto ela quanto Caldwell-Kelly haviam sido cadetes do exército quando crianças.
Thorn narrou o audiolivro de Axiom's End (2020) de Lindsay Ellis, ao lado de Stephanie Willis. Por sua narração, ela foi indicada conjuntamente ao Audie Award for Science Fiction.
Em 2021, Thorn foi nomeada na categoria Online Influencer do British LGBT Award.
Thorn escreveu uma peça na qual estrelará, The Prince, que está programada para ser exibida no Southwark Playhouse em Londres no outono de 2022 (primavera no hemisfério sul). O enredo apresenta personagens se tornando autoconscientes e tentando escapar da peça de Shakespeare Henry IV, Part 1. Tem temas de identidade transgênero, radicalização política e relacionamentos românticos, platônicos e familiares que não são saudáveis. Thorn descreveu a peça como "se The Matrix fosse escrito em 1600".

## Recepção
Shannon Strucci, escrevendo para a revista Sight & Sound publicada pelo British Film Institute, disse que os vídeos de Thorn "variam tremendamente" em "tom e conteúdo". Strucci descreveu os vídeos como "sempre bem pesquisados, inventivos e teatrais". A emissora alemã Deutsche Welle elogiou os vídeos como divertidos e elaborados em design. O canal Philosophy Tube foi recomendado no jornal eslovaco SME. A escritora e apresentadora irlandesa Emma Dabiri gostou dos vídeos de Thorn. Em 2021, Choice Reviews e dois revisores do The Guardian — Frances Ryan e Ammar Kalia — elogiaram o canal.
St. James descreveu o vídeo Men. Abuse. Trauma. como "um dos melhores episódios de TV do ano". Dan Schindel da Hyperallergic descreveu o mesmo vídeo como uma "meia hora fascinante", elogiando a falta de cortes. O vídeo também foi elogiado por Lukáš Pokorný na revista checa A2. O vídeo de Thorn Queer✨ foi um dos 134 video essays incluídos na Sight and Sound como um dos "melhores video essays de 2019". Strucci comentou para a revista que o vídeo era "iluminador e divertido", bem como "alegre". Gwendolyn Ann Smith, escrevendo para o Bay Area Reporter elogiou Identity: A Trans Coming Out Story como "aprofundando-se na própria natureza de ser trans de maneiras que [ela] normalmente não viu", em relação à perspectiva de que a transição de gênero é sobre "revelar a verdade dentro" em vez de "tornando-se algo que não éramos".
Schindel recomendou o vídeo Artists & Fandoms. Merryana Salem, escrevendo para o Junkee, disse que The Trouble with the Video Game Industry era um de seus "vídeos favoritos do Youtube de todos os tempos". Salem mais tarde recomendou Data — um vídeo sobre questões éticas de mineração de dados — como um dos "10 video essays que o viciarão em video essays". Wil Williams, da Polygon, analisou Data como "um dos vídeos mais subestimados" de Thorn, comparando o formato a um diálogo platônico e ao filme interativo Black Mirror: Bandersnatch.